# Megascolides
Genre
Megascolides est un genre de vers de terre.

## Liste desespècesde ce genre
- Megascolides acanthodriloides (Jamieson 1974)
- Megascolides americanus Smith 1897
- Megascolides antrophyes Stephenson 1924
- Megascolides australis McCoy, 1878
- Megascolides bagomaraglensis Blakemore 2000
- Megascolides cascadensis Smith 1937
- Megascolides cataractus Blakemore 2000
- Megascolides catenastagnis Blakemore 2000
- Megascolides croesus Blakemore 2000
- Megascolides eiseni Smith 1937
- Megascolides fontis Blakemore 2000
- Megascolides improbus Blakemore 2000
- Megascolides intestinalis Blakemore 2000
- Megascolides jotaylorae Blakemore 2000
- Megascolides laffani Blakemore 2000
- Megascolides macelfreshi Smith 1937
- Megascolides maestus Blakemore 1997
- Megascolides michaelseni Smith 1937
- Megascolides nokanenaensis Michaelsen 1907
- Megascolides oppidanus Blakemore 2000
- Megascolides salmo Blakemore 2000
- Megascolides sanctorum Blakemore 2000
- Megascolides tener Blakemore 2000
- Megascolides tortuosus Blakemore 2000
- Megascolides umbonis Blakemore 2000
- Megascolides wellsi Altman 1936
- Megascolides xanthus Blakemore 2000